# ダルピリ島 (バブヤン諸島)
ダルピリ島（ダルピリとう、Dalupiri Island）はバブヤン諸島の島。フィリピン諸島のルソン島の北、ルソン海峡に位置している。ルソン島北部から45km程北の位置にあり、南15km程にフガ島、北東25km程の位置にカラヤン島、南南東65km程の位置にカミギン島などが存在する。
島の面積は50km2ほどであり行政的にはフィリピンのカガヤン州カラヤンに属している。ダルピリというバランガイ（地区）に属しており、2007年の時点で人口は606人であった。島へはアパリから船が出ている。
ダルピリ島は南北に長い形をしており、長い場所は18km程、幅は広い場所で7km程である。地形としては島の最高地点は中心部の297m程度であり、平坦な丘陵地形となっている。島の植生は農地と厚い熱帯雨林であり河岸にはパンダナスが生える。島で最長の川はManolong Riverであり、2.5kmの長さがあるほか、Cabitangaan、Nipa、Caucauayan、Purdos、Nagkoralan、Bumaroなどの小川が存在する。 
島内の動物では最大のものはフィリピン水牛カラバオやウマ属である。鳥類ではハシブトゴイやムナオビクイナなどが知られている。爬虫類ではミンドロワニの小集団が生息するほか、最大の爬虫類としてミズオオトカゲが生息する。

## 註
1. ↑  NSCBの統計データ
2. ↑  D. ALLEN, C. ESPANOLA, G. BROAD, C. OLIVEROS and J. C. T. GONZALEZ: New bird records for the Babuyan islands, Philippines, including two first records for the Philippines. FORKTAIL 22 (2006): 57–70 Archived 2011年9月24日, at the Wayback Machine.
3. ↑  CROCODILE SURVEYS ON DALUPIRI AND FUGA (PDF; 499 kB) Autoren: Carl Oliveros, Samuel Telan and Merlijn van Weerd Publikation der Isla Biodiversity Conservation, Inc. und der Mabuwaya Foundation, Inc., Juli 2006